# Пепи II
Пепи II Неферкаре (рођен 2284. п. н. е, владао 2278—2184. п. н. е) је био пети фараон из шесте династије египатског Старог краљевства. Његово званично име Неферкаре значи „Лепа је душа Раова“. Био је син фараона Пепија  и краљице Анкесенпепи II. Саградио је огромни загробни комплекс у јужној Сакари.
Владавина фараона Пеипја II била је изузетно дуговечна. Приписује му се преко 94 године владавине и преко 100 година живота. Последња година за коју постоје записи да је владао је из његове 62. године власти. Историчари се не слажу око година почетка и краја ове владарске епохе.
Био је један од последњих фараона 6. династије. Његова смрт је означила крај, или макар последње године Старог краљевства. После њега владала су још два сувререна ове епохе: Мернере II и краљица Нитокрис, после чега је започео први прелазни период. Неки историчари сматрају да су још 4 фараона припадала овој династији.
Пепи II је наследио Пепија I Мерира, после његове ране смрти 2246. п. н. е. Нови фараон је био мало дете. Краљица Анксен је вршила функцију регента са својим братом Ђауом, везиром претходног фараона. Млади фараон се оженио својом тетком Неит.
Његову власт је обележило опадање Старог краљевства. Регионални владари, номарси, стицали су све више власти науштрб фараона.